# Altostslawische Sprache
Die altostslawische Sprache (russisch древнерусский язык, ukrainisch давньоруська мова, belarussisch старажытнаруская мова), traditionell auch Altrussisch genannt, bezeichnet eine ca. zwischen dem 10. und dem 14. Jahrhundert vor allem in der Rus benutzte Sprachform, die als Vorgängerin der heutigen ostslawischen Sprachen gilt.

## Der Name der Sprache
Die Sprache gehört zur (prä-)nationalen Geschichte aller Ostslawen. Die früher häufig verwendete Bezeichnung Altrussisch ist daher als Adjektiv nicht allein auf das heutige Russland zu beziehen, sondern auf die Rus als Ganzes. Im Russischen heißt sie „древнерусский язык“ (vgl. рѹсьскъ ꙗзыкъ), wobei das Wort „язык“ sowohl Schrift und Sprache („молва“) vereint. In der ukrainischen Sprache heißt sie „давньоруська мова“ (Sprache der alten Rus), analog dazu heißt sie in der belarussischen Sprache „старажытнаруская мова“. Die Bezeichnung „altrussisch“ für das Altostslawische kann im Deutschen zu Verwirrungen führen, da das Russische eine als altrussische Periode („старорусский язык“) bezeichnete Entwicklungsstufe durchlief, nachdem sie sich aus dem Altostslawischen herausgebildet hatte.

## Die Schriftsprache der Kiewer Rus

Die Entwicklung der ostslawischen Sprachen

Altostslawisch war die gemeinsame Sprache der quasi vollständig in dem als Kiewer Rus bekannten Staatsgebilde lebenden Ostslawen (Reußen, Eigenbezeichnung Rus) sowie Staats- und Verwaltungssprache auch für die vielen anderen dort lebenden Ethnien (Waräger, Chasaren, Petschenegen, verschiedene baltische und finno-ugrische Stämme u. a.).
Ein Beschreibungsproblem ist der Stellenwert des Kirchenslawischen: Häufig werden Altostslawisch und Kirchenslawisch als zwei verschiedene Sprachen angesehen, die in einer Art Diglossie nebeneinander standen und für jeweils verschiedene Textgattungen angewendet wurden: Kirchenslawisch vor allem für religiöse Texte und das den Dialekten des Volkes näher stehende Altostslawisch als Verwaltungs- und Rechtssprache. Jedoch lassen sich viele Texte nicht eindeutig einem dieser beiden Idiome zuordnen. Es gab also offenbar einen relativ fließenden Übergang zwischen Kirchenslawisch und Ostslawisch, so dass man sie vielleicht eher als verschiedene Varietäten oder Stilebenen einer Sprache sehen müsste.
Die Frage des Anteils des Kirchenslawischen an der Entwicklung des Altostslawischen war in der Vergangenheit heftig umstritten. Insbesondere die sowjetische Sprachwissenschaft bestand auf dem Dogma der „Selbständigkeit der russischen Sprache“ (russ. samobytnost’ russkogo jazyka). Seit der Auflösung der Sowjetunion verbreitet sich auch in Russland, der Ukraine und Belarus die Vorstellung, dass die altostslawische Schriftsprache als Kombination von Elementen der altostslawischen Dialekte und der kirchenslawischen Normen entstanden ist.
Nach dem Zerfall der Kiewer Rus entwickelten sich zwei neue große Reiche auf ihrem Gebiet, die sich beide als deren Nachfolgestaaten verstanden. Durch die getrennte Verwaltung und unterschiedliche geographische Orientierung entstanden zwei neue Schriftsprachen als jeweilige Staatssprachen: das Russische im Großfürstentum Moskau und das Ruthenische (aus dem später das Ukrainische, das Belarusische und das Russinische entstanden) im Großfürstentum Litauen.

## Sprachliche Merkmale
Als wichtigste Merkmale des Ostslawischen im Gegensatz zum West- und Südslawischen gelten der so genannte Volllaut und die Vertretung von urslawischem *tj und *dj.
- Volllaut: Urslawisches interkonsonantisches *or, *ol, *er und *el ergeben im Altostslawischen oro, olo, ere und ele. So entsteht z. B. aus *gordъ ‘Stadt, Burg’ (vgl. dt. Garten, Stuttgart) gorodъ (vgl. russ. Nowgorod ‘Neustadt’), aus *melko ‘Milch’ moloko oder aus *korva ‘Kuh’ korova. (Im Südslawischen sowie im Tschechischen und Slowakischen entstand entsprechend gradъ, mlěko und krava, im Polnischen gród, mleko und krowa, im Obersorbischen hród, mloko sowie kruwa.)
- Urslawisches *tj ergibt č (sprich: tsch), z. B. *svět-ja ‘Kerze’ (vgl. *svět-ъ ‘Licht’) > altostslawisch svěča, aber z. B. altkirchenslawisch svěšta, serbisch sveća, polnisch świeca, obersorbisch swěca.
- Urslawisches *dj ergibt ž (sprich: wie j in Journal), z. B. *med-ja ‘Rain, Grenze’ (vgl. lat. medium ‘Mitte’) > altostslawisch meža, aber z. B. altkirchenslawisch mežda, serbisch međa, polnisch miedza, obersorbisch mjeza.

Das Altostslawische wurde ausschließlich in kyrillischer Schrift geschrieben; die glagolitische Schrift kommt auf ostslawischem Gebiet praktisch nicht vor.

## Die Nowgoroder Birkenrindentexte
Seit der Mitte des 20. Jahrhunderts sind in Nowgorod und Umgebung über tausend beschriebene Birkenrindenstücke aus dem 11. bis 15. Jahrhundert gefunden worden, die zumeist sehr alltägliche Texte enthalten. Die allermeisten sind im so genannten Altnowgoroder Dialekt (russisch drewnenowgorodski dialekt) geschrieben, der sich erheblich von allen anderen ostslawischen Dialekten unterscheidet und sogar eine Reihe von Merkmalen aufweist, die ihn von allen anderen slawischen Sprachen trennen, so dass es womöglich angemessener wäre, ihn in eine eigene, vierte slawische Sprachgruppe („Nordslawisch“) einzuordnen. (Von den charakteristischen Merkmalen des Altnowgoroder Dialekts ist in den heutigen Dialekten fast nichts mehr erhalten; diese sind also eindeutig ostslawisch.) Im Gegensatz dazu bedienten sich die Nowgoroder für offiziellere und kirchliche Texte desselben Altostslawischen, das auch etwa aus Kiew bekannt ist.

## Wichtige Texte
Das erste datierte Buch der ostslawischen Sprachgeschichte ist das Ostromir-Evangelium aus dem Jahr 6564 der byzantinischen Ära (d. h. nach Erschaffung der Welt; entspricht 1056/57 n. Chr.). Dieses Evangeliar ist in kirchenslawischer Sprache geschrieben, weist aber sprachliche Merkmale („Fehler“ des Schreibers) auf, die es eindeutig dem ostslawischen Gebiet zuordnen lassen.
Das älteste ostslawische Buch überhaupt ist der erst am 13. Juli 2000 bei Ausgrabungen in Nowgorod entdeckte Nowgoroder Kodex – ein aus drei Holztäfelchen mit insgesamt vier beschriebenen Wachs-Seiten bestehendes Büchlein, in deren Wachs die Psalmen 75 und 76 sowie ein kleiner Teil des Psalms 67 erhalten ist. Diese Wachstafeln wurden von ihrem Besitzer als eine Art Notizbuch benutzt und deshalb vielfach beschrieben und wieder ausradiert. Da der harte Stylus beim Schreiben Kratzer auf dem weichen Lindenholz hinterließ, ist bereits eine Reihe im Wachs getilgter Texte durch mühsame Untersuchung der sich gegenseitig mannigfach überlagernden Striche im Holz rekonstruiert worden, wobei außer weiteren Psalmen auch bisher unbekannte Texte zu Tage getreten sind.
Die Nestorchronik (altostslawisch Повѣсть времѧньныхъ лѣтъ ‘Geschichte der vergangenen Jahre’) aus der ersten Hälfte des 12. Jahrhunderts (überliefert zuerst im Laurentius-Kodex von 1377) ist der älteste Teil der altostslawischen Chroniken, der auch in deutlich später entstandenen Chroniken an den Beginn der individuellen Chronikschreibung gestellt wurde. Geschrieben ist sie in einer Mischung aus ostslawischer Volkssprache und Kirchenslawisch. Sie enthält eine Schilderung von Ereignissen des 9. und 10. Jahrhunderts (ab 852), aber auch viele Legenden. Zu den für das Selbstverständnis der Ostslawen wichtigsten Berichten gehören:
- Andreas-Legende: Der Apostel Andreas sei auf seinen Reisen auch den Dnepr hinaufgefahren und habe an dem Ort, an dem später Kiew entstand, gesagt: „Hier wird einst eine große Stadt sein.“ Diese Legende macht das Gebiet der russisch-orthodoxen Kirche zum Apostelland, das keine Legitimation aus Konstantinopel oder gar Rom benötigt.
- Gründung Kiews: Demnach sei Kiew von den slawischen Geschwistern Kyj, Schtschek, Choryw und Lybid gegründet und nach dem ältesten Bruder Kyj Kiew ‘Kyjs Stadt’ genannt worden. Wahrscheinlich ist dies eine Legende, die versucht, den Namen der Stadt (und der Hügel Schtschekowiza und Choriwiza) ad hoc zu erklären.
- Berufung der Waräger: Nach Konflikten mit den Warägern und Versuchen, sich selbst zu regieren, hätten die Ostslawen festgestellt, dass sie jemanden brauchen, um ihre Streitereien und Bruderzwiste zu schlichten, und deshalb im Jahr 862 die Waräger gebeten, über sie zu herrschen. Daraufhin wird Rjurik der erste Großfürst. Trotz der genauen Datierung ist auch dies eine Legende, die wohl nicht wörtlich verstanden werden kann. Wahr ist jedoch, dass der Name Rus ursprünglich einen schwedischen Stamm bezeichnet und auch eine germanische Etymologie hat (vgl. finnisch Ruotsi ‘Schweden’), dass die ersten Fürsten der Rus germanische Namen haben (Rjurik = Hrørekr, Roderich; Oleg = Helgi, Holger; Igor = Ingvar; Olga = Helga)
- Taufe der Rus: Großfürst Wladimir I. (später der „der Heilige“ genannt, zunächst aber noch ein wilder Heide) lässt sich nacheinander von den Wolgabulgaren über den Islam, von den Chasaren über das Judentum, von Fremden aus Rom über das westliche Christentum und schließlich von Griechen über das orthodoxe Christentum berichten und entscheidet sich für Letzteres, das er 988 zur Staatsreligion erhebt. Diese naiv wirkende Schilderung scheint überraschend viel Wahres zu enthalten.

Das Igorlied (altostslawisch Слово о пълку Игоревѣ ‘Lied von der Heerfahrt Igors’) gilt als das Nationalepos der Russen, Ukrainer und Belarussen. Seine Echtheit ist umstritten, seit die einzige erhaltene Handschrift des 16. Jahrhunderts wenige Jahre nach ihrem Fund beim Brand Moskaus im Jahr 1812 verschwunden ist. Erhalten sind lediglich eine handschriftliche Abschrift für die Zarin Katharina II. von 1796 und eine mit vielen Fehlern gedruckte Erstausgabe von 1800, so dass schon der Text der verbrannten Handschrift rekonstruiert werden muss, die ihrerseits auf ein Original aus dem 12. Jahrhundert zurückgehen müsste. Das Igorlied berichtet vom erfolglosen Feldzug des unbedeutenden Teilfürsten Igor gegen die Polowzer im Jahr 1187. Es ist erheblich kürzer als andere Epen (z. B. Ilias, Odyssee, Edda, Nibelungenlied, Beowulf oder Rolandslied), aber in einer sehr bilderreichen, poetischen Sprache geschrieben. Es appelliert an die Einheit der reußischen Fürsten und entspricht daher in jeder Hinsicht dem Geschmack der Frühromantik.
Die um 1100 herum entstandene Erzählung von Boris und Gleb (altostslawisch Сказаніе о страданіяхъ свѧтыхъ моучениковъ Бориса и Глѣба и похвала имъ ‘Erzählung über die Leiden der heiligen Märtyrer Boris und Gleb und deren Lob’) berichtet von einem der vielen mörderischen Machtkämpfe zwischen den fürstlichen Brüdern um die Großfürstenwürde. In diesem Fall geht es um die Söhne Wladimirs I., von denen Swjatopolk seine Halbbrüder Boris und Gleb ermordet. In der Erzählung werden die beiden zu Märtyrern stilisiert; sie wurden in der Tat als erste Ostslawen kanonisiert.